# Мохоподібні
Мохоподібні — надвідділ Bryobionta, включає відділи: печіночники — Marchantiophyta, мохи — Bryophyta і антоцеротовидні — Anthocerotophyta вищих несудинних рослин, у життєвому циклі яких переважає статеве покоління — гаметофіт. У світі понад 18150 видів (за даними Boiko M.F. The Second Checklist of Bryobionta Of Ukraine, 2014): Marchantiophyta — 5000 видів, Bryophyta — 13000, Anthocerotophyta — 150). В Україні на 2014 р. нараховувалося 849 видів мохоподібних представників 256 родів 83 родин 29 порядків 8 класів 3 відділів. Важливою спільною рисою є переважання в життєвому циклі гаплоїдного покоління (гаметофіта).
Бріологія — наука, що вивчає мохи.

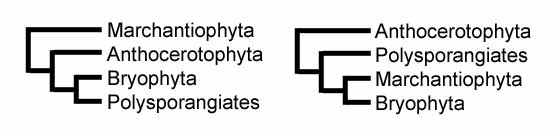
Дві гіпотези еволюційних відносин наземних рослин;(Embryophyta). Судинні рослини; (Tracheophyta або Polysporangiates) не відносяться до мохоподібних.

Раніше ця група розглядалася як єдиний таксон, але через парафілетичність зараз поділена на такі відділи:
- Печіночники (Marchantiophyta)
- Мохи (Bryophyta)
- Антоцеротофіти (Anthocerotophyta)

Маршанціофіти - Marchantiophyta. Більшість мають вигляд облистненого пагона, менше — у вигляді пластинчастої або стрічкоподібної слані. Слань дихотомічно розгалужена або округла, лопатева, інколи у вигляді округлих розеток, або рослини з двома рядами бокових (спинних) різної форми листків, знизу стебла буває ще один ряд (черевних) листків — амфігастріїв, які відрізняються від бокових за розмірами і формою. Слань з однакових клітин або диференційована на основну, яка може бути вкрита одним-трьома шарами епідермісу, часом з олійними тільцями, і асиміляційну тканину, з повітряними камерами, які відкриваються зверху продихами. На слані часто є різноманітні волоски і щетинки, з спіднього боку є одноклітинні ризоїди та черевні луски. Листки з одного шару клітин, без жилки. Коробочка спорогона без колонки і перистома Найвідоміший представник- маршанція звичайна.
[[Файл:Печіночний мох Marchantia polymorpha.jpg|міні|Маршанція звичайна.
Відділ розділено на три класи: 1. Клас Гапломітріопсиди — Haplomitriopsida. 2. Клас Маршанціопсиди — Marchantiopsida. 3. Юнгерманіопсиди — Jungermanniopsida.
Мохи (Bryophyta). Це листкостеблові рослини з простими або розгалуженими округлими стеблами (каулідіями), три-, багаторяд¬но улистнені, без черевних листків — амфігастріїв, листки не бувають розділеними на лопаті, з жилкою або без жилки. Листкорозміщення спіральне або дворядне. Ризоїди одно- або багатоклітинні, рідше вони відсутні. Добре виражена протонема. Гаметангії — архегонії і антеридії, а також спорогон можуть розташовуватися на верхівці головного пагона або потужних галузок — акроспорогонні мохи або верхоспорогонні мохи, а можуть — на верхівці дуже вкорочених брунькоподібних бокових галузок перисторозгалуженого пагона — плевроспорогонні мохи або бокоспорогонні мохи (Бойко, 1992). Між ними розташовуються парафізи, короткі стерильні нитки. Терміни «верхоплідні» та «бокоплідні» мохи, які часто вживаються досі, не відповідають у мохів змісту понять, тому повинні бути рішуче відкинуті. Спорофіт (спорогон) не самостійний, знаходиться на листкостебловому гаметофіті (гаметофорі), має ніжку зі стопою з присоскою (гаусторією) та спорангій (коробочку) з колонкою, перистомом. Коробочка відкривається кришечкою, рідше коробочка без кришечки, деякі бріофіти мають коробочку, яка відкривається чотирма щілинами. Коробочка вкрита ковпачком, який може бути різноманітним за формою.
Відділ ділиться на класи: Такакіопсиди (Takakiopsida); Сфагнопсиди (Sphagnopsida); Андреєопсиди (Andreaeaopsida); Андреєобріопсиди (Andreaeobryopsida); Едіподіопсиди (Oedipodiopsida); Політріхопсиди (Polytrichopsida); Тетрафідопсиди (Tetraphidopsida); Бріопсиди (Bryopsida).
Антоцеротофіти — Слань має вигляд розпростертої на субстраті лопатевої розетки, з простою, не диференційованою на тканини будовою, з кількох шарів клітин. На нижньому боці з численними ризоїдами, що мають гладенькі стінки, черевних лусок немає. Клітини мають хроматофори з піреноїдами. Спорогон у вигляді рогоподібного виросту, розкривається двома стулками. Клітини слані майже всі однакові, тобто не диференційовані на окремі тканини і органи. Слань у деяких видів має схізогенні порожнини, наповнені слизом, де поселяються колонії носток (ціанобактерії). Матеріали сучасних філогенетичних досліджень показали, що найтісніше антоцеротофітові споріднені з судинними рослинами — трахеофітами. В Україні трапляються Anthoceros agrestis, Anthoceros punctatus, види роду Phaeoceros.
Класифікація антоцеротофітів основана на мультигенній послідовності. Відділ розділяють на два класи. Клас Лейоспороцеротопсіди — Leiosporocerotopsida та Клас Антоцеротопсіди — Anthocerotopsida.

## Різноманітність
Моохоподібні ми можемо знайти всюди, але найбільше мохоподібних у регіонах із помірним та холодним кліматом. Мохоподібні дуже залежать від води, оскільки не адаптовані до випаровування. Найбільше видове різноманіття властиве лісовим екосистемам: епілітні види мохоподібних ростуть на кам'янистих субстратах, епіксили — на гнилій деревині (колодах, пеньках), епіфіти — на живих гілках і стовбурах дерев.
Є мохи, що живуть у воді. Наприклад: плавунчик плаваючий, річія, водник протипожежний.
Існує понад 35-40 тисяч видів мохів. В Україні — 849 (за даними The Second Checklist of Bryobionta Of Ukraine, 2014).
Всі представники групи мохоподібних багаторічні, досить дрібні рослини, висота яких зазвичай становить 10-20 см і лише окремі види — 50 см.

Сфагнові мохи

У життєвому циклі мохоподібних переважає гаметофіт. Спорофіт, який у мохоподібних називається спорогоном, представлений звичайно лише коробочкою з ніжкою, яка за допомогою стопи, або гаусторії (від лат. гаустор — той, що п'є), занурюється в тканину гаметофіту. Спорогон недовговічний і існує звичайно один вегетаційний період.
Найпоширинішими є:всюдник пурпуровий , рунянка, торфовикові або сфагнові мохи, річія плавуча, пілезія, чевоностебловик Шребера, прямоволосники, зіркокошик оксамитовий, короткокошик білуватий, головмох сріблястий, аридниця сільська та ін.

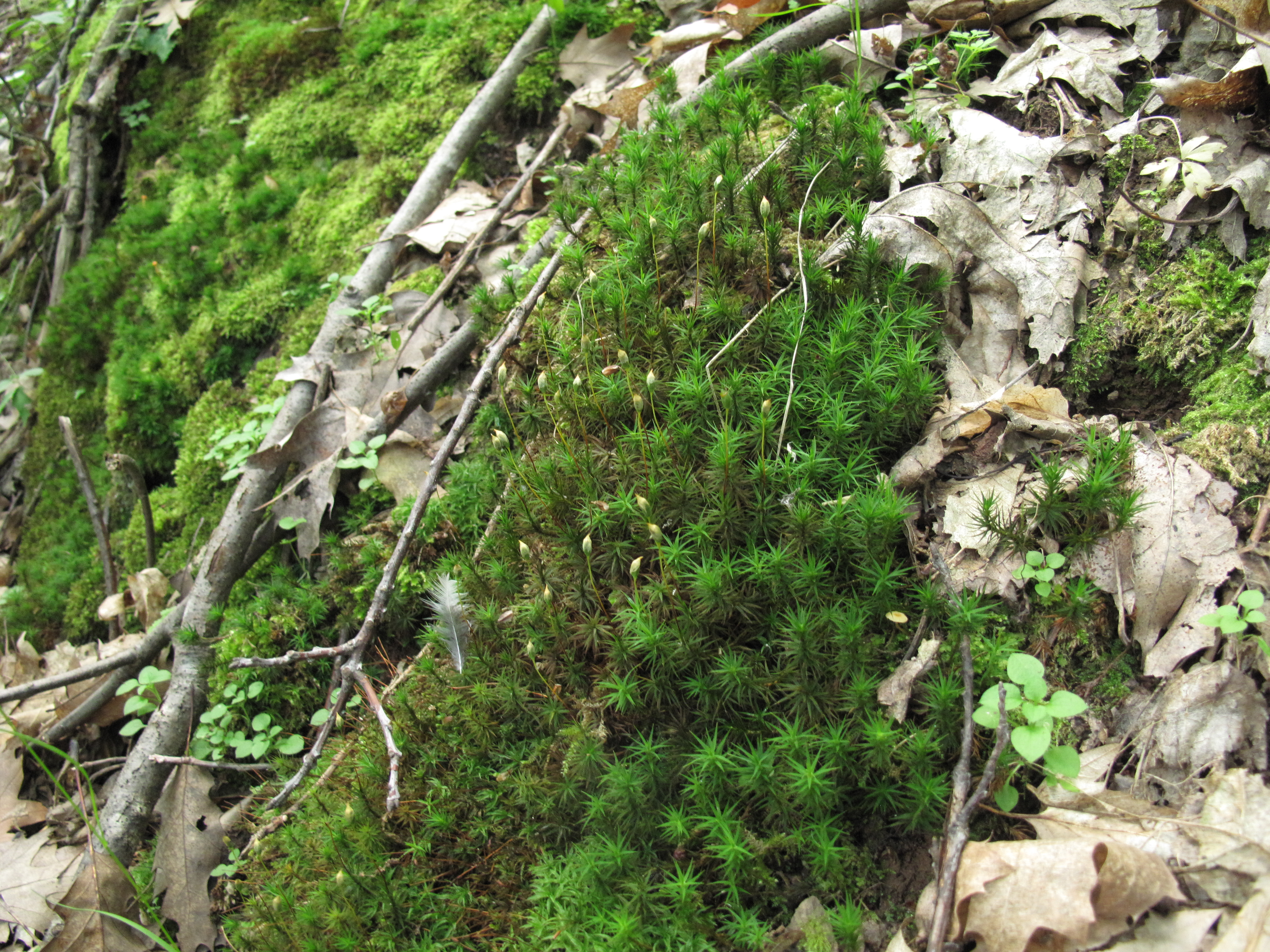
Зозулин льон

## Значення мохоподібних у природі та житті людини
У природі мохоподібні відіграють важливу екосистемну роль, зокрема беруть участь у створенні торфу.
Мохоподібні, особливо епіфіти, є добрими біоіндикаторами забруднення повітря.